# André Busch
Pour les articles homonymes, voir Busch.
André Busch, né le 14 mars 1913 à Mulhouse (alors en Alsace-Lorraine) et mort le 7 juillet 1991 à Sanary-sur-Mer, est un joueur de water-polo, un nageur, un journaliste sportif et un résistant français. 

## Carrière sportive
Il a débuté comme sociétaire du Football Club de Lyon, avant de rejoindre le Cercle des Nageurs de Lyon. Il compte une sélection en équipe de France de natation et trente-sept en water-polo. Il participe d'ailleurs aux Jeux olympiques d'été de 1936 avec l'équipe de France avec laquelle il se classe 4e du tournoi.

## Résistance
Rédacteur régulier d'articles de pages sportives du Progrès, il participe au sein du mouvement Combat à la fabrication et à la diffusion du Bulletin de la France combattante sous la direction de Georges Bidault. Sa femme Renée Busch qui est sténographe au Progrès tape les éditions de ce journal clandestin en compagnie de Josepte condamin (secrétaire d'Yves Farge),.